# 薩皮埃哈宮 (華沙)
薩皮埃哈宮（波蘭語：pałac Sapiehów w Warszawie）是位於波蘭華沙新城區的一座建築。現在這座建築由波蘭環境保護學院使用。薩皮埃哈宮建築外觀為洛可可式風格，修建於1731年至1746年期間。二戰期間薩皮埃哈宮被德軍摧毀。在1950年代薩皮埃哈宮得到重建。